# Asterina randiae-benthamianae
Asterina randiae-benthamianae är en svampart som beskrevs av Hansf. 1957. Asterina randiae-benthamianae ingår i släktet Asterina och familjen Asterinaceae.   Inga underarter finns listade i Catalogue of Life.